# Liste der Biografien/Sf
Liste der Biografien |
Portal Biografien |
Personensuche
# |
A |
B |
C |
D |
E |
F |
G |
H |
I |
J |
K |
L |
M |
N |
O |
P |
Q |
R |
S |
T |
U |
V |
W |
X |
Y |
Z |
?
 
Sa |
Sb |
Sc |
Sd |
Se |
Sf |
Sg |
Sh |
Si |
Sj |
Sk |
Sl |
Sm |
Sn |
So |
Sp |
Sq |
Sr |
Ss |
St |
Su |
Sv |
Sw |
Sy |
Sz
Die Liste der Biografien führt alle Personen auf, die in der deutschsprachigen Wikipedia einen Artikel haben. Dieses ist eine Teilliste mit 55 Einträgen von Personen, deren Namen mit den Buchstaben „Sf“ beginnt.

## Sf

### Sfa
- Sfaellos, Charalambos (1914–2004), griechischer Architekt
- Sfair, Pietro (1888–1974), libanesischer Geistlicher, Erzbischof und Ordinarius für die maronitischen Gläubigen in Rom
- Sfakianakis, Notis (* 1959), griechischer Sänger
- Sfar, Joann (* 1971), französischer Comiczeichner und Filmregisseur
- Sfar, Rachid (1933–2023), tunesischer Politiker
- Sfar, Selima (* 1977), tunesische Tennisspielerin
- Sfard, Anna (* 1949), Mathematikdidaktikerin und Lerntheoretikerin
- Sfârghiu, Maria Talida (* 2003), rumänische Leichtathletin

### Sfe
- Sfeir, Antoine (1948–2018), französisch-libanesischer Politologe, Journalist, Buchautor und Hochschullehrer
- Sfeir, Nasrallah Boutros (1920–2019), libanesischer Geistlicher und Theologe, Patriarch der Maroniten des Libanon und Kardinal
- Sfeir, Selim Jean (* 1958), libanesischer Geistlicher, maronitischer Erzbischof von Zypern
- Sfera Ebbasta (* 1992), italienischer RapperSfera Ebbasta (* 1992)

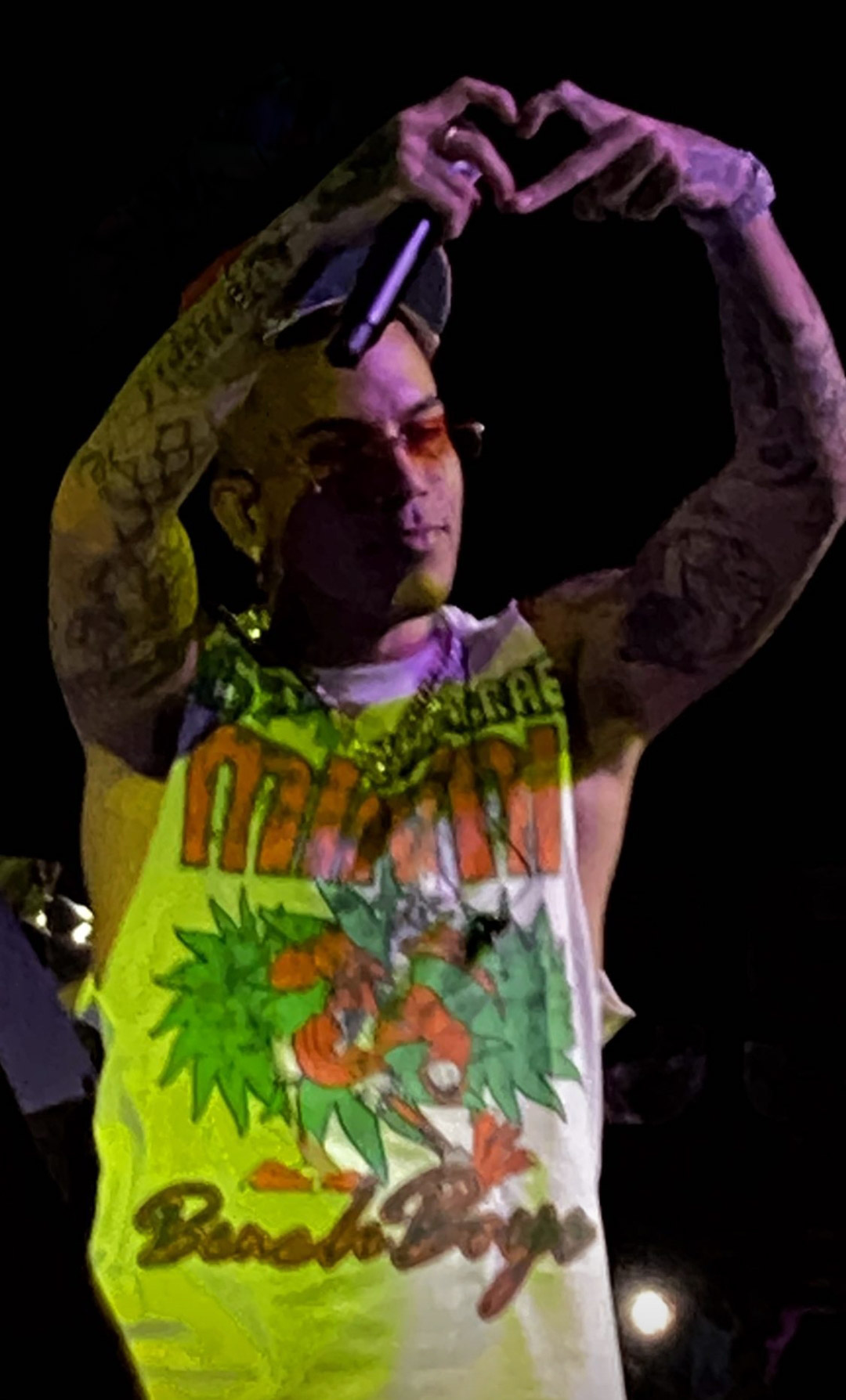
Sfera Ebbasta (* 1992)

- Sfera, Lazăr (1909–1992), rumänischer Fußballspieler
- Sferra, Fabrizio (* 1959), italienischer Jazzmusiker und Komponist
- Sfetescu, Eugen (* 1907), rumänischer Rugbyspieler
- Sfetescu, Mircea (* 1905), rumänischer Rugbyspieler

### Sfi
- Sfiatkos, Emmanuel (* 1977), griechisch-orthodoxer Pfarrer
- Sfikas, Giorgos (* 1939), griechischer Autor
- Sfiligoi, Hans Peter (1943–2006), österreichischer Maler und Grafiker

### Sfo
- Sfondrati, Celestino (1644–1696), Abt der Fürstabtei St. Gallen und Kardinal
- Sfondrati, Francesco (1493–1550), italienischer Kardinal und Vater des Papstes Gregor XIV.
- Sfondrati, Paolo Emilio (1560–1618), italienischer Kardinal, Bischof von Cremona
- Sfondrini, Achille († 1900), italienischer Architekt
- Sfondrini, Giuseppe (1923–2012), italienischer Politiker
- Sforno, Obadja ben Jacob, italienischer Rabbiner, Philosoph und Arzt
- Sforza di Santa Fiora, Costanza (1558–1617), italienische Adelige
- Sforza di Santa Fiora, Guido Ascanio (1518–1564), italienischer Adliger und Kardinal
- Sforza, Alessandro (1409–1473), Herr von Pesaro
- Sforza, Alessandro (1534–1581), italienischer Kardinal und Bischof von Parma
- Sforza, Ascanio (1455–1505), Erzbischof von Eger, Kardinal
- Sforza, Battista († 1472), Herzogin von Urbino
- Sforza, Bianca Maria (1472–1510), Ehefrau Maximilians I. (HRR)
- Sforza, Bona (1494–1557), jüngste Tochter des Herzogs Gian Galeazzo Sforza von Mailand
- Sforza, Bosio (1411–1476), Graf von Santa Fiora, Graf von Cotignola, Signore von Castell’Arguato
- Sforza, Carlo (1872–1952), italienischer Politiker
- Sforza, Caterina (1463–1509), Gräfin von ForlìCaterina Sforza (1463–1509)

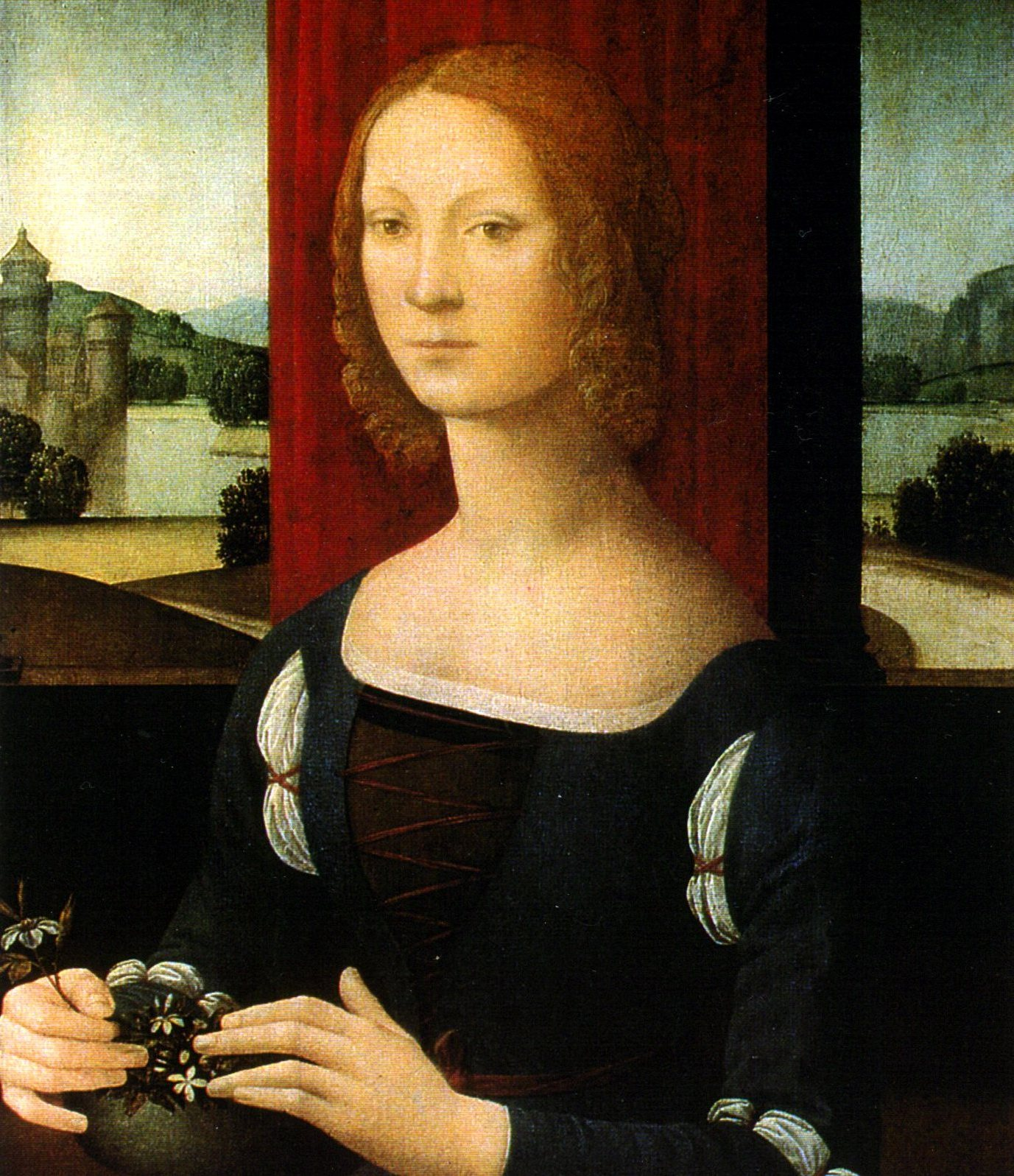
Caterina Sforza (1463–1509)

- Sforza, Ciriaco (* 1970), Schweizer Fußballspieler und -trainerCiriaco Sforza (* 1970)

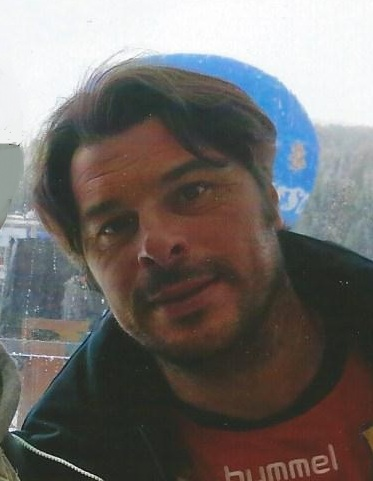
Ciriaco Sforza (* 1970)

- Sforza, Costanzo I. (1447–1483), Stadtherr von Pesaro
- Sforza, Fabrizio († 2009), italienischer Maskenbildner und Spezialeffektkünstler
- Sforza, Federico (1603–1676), italienischer Kardinal und Bischof
- Sforza, Francesco (1562–1624), italienischer Kardinal der Römischen Kirche
- Sforza, Francesco I. (1401–1466), Gründer der Dynastie der Sforza in Mailand
- Sforza, Francesco II. (1495–1535), Herzog von Mailand, Sohn des Ludovico Sforza von Mailand
- Sforza, Galeazzo Maria (1444–1476), Herzog von Mailand
- Sforza, Gian Galeazzo Maria (1469–1494), Herzog von Mailand
- Sforza, Giovanni (1466–1510), Stadtherr von Pesaro
- Sforza, Hippolyta Maria († 1488), italienische Adlige
- Sforza, Juan (* 2002), argentinisch-italienischer Fußballspieler
- Sforza, Ludovico (1452–1508), Herzog von Mailand aus der Familie Sforza
- Sforza, Massimiliano (1493–1530), Herzog von Mailand
- Sforza, Muzio Attendolo (1369–1424), römischer Condottiere
- Sforza, Seraphina (1434–1478), italienische Adelige und Nonne
- Sforzini, Ferdinando (* 1984), italienischer Fußballspieler
- Sfountouris, Argyris (* 1940), griechisch-schweizerischer Physiklehrer, Dichter, Übersetzer und Entwicklungshelfer

### Sfy
- Sfyri, Effrosyni (* 1971), griechische Beachvolleyballspielerin